# 安藤龍
安藤 龍（あんどう りゅう、1987年7月21日 - ）は、日本の俳優、男性タレント。静岡県出身。本名は又平 アンドリュー 知也（またひら アンドリュー ともや）。パール所属。身長184cm。東京農業大学国際食料情報学部卒業。
元PureBoysのメンバーである。

## 人物
父親が日本人、母親がオーストラリア人のハーフ。3人兄弟の次男で、兄は俳優・タレントのエリックまたひら、弟は2010年に『ブラッディ・マンデイ Season2』で俳優デビューした又平デビット幸太郎。
小学校4年生のときに東京都世田谷区から静岡県函南町へと転居。静清工業高等学校（現：静清高等学校）では野球部に所属し、3年次（2005年）に「第87回全国高等学校野球選手権大会」にライトのポジションで出場している。同2005年の「晴れの国おかやま国体・高校硬式野球の部」では、田中将大と対戦した。
「アンドリュー知也」名義でタレント活動をはじめ、2009年7月21日に三浦涼介とともに若手俳優ユニットPureBoysに加入。所属事務所の意向により、ここから俳優としての仕事では「安藤龍」名義、バラエティでは「アンドリュー知也」名義を使い分けることとなる。
趣味はビリヤード・麻雀・ポーカー。特技は野球・テレビゲーム。大学でも野球部に所属し、卒業後も兄と共に草野球チーム「武磨（ブーマ）」に所属している。野球部同級生にELLYと松井佑介、1学年上に鈴江彬、2学年下に吉原正平、3学年下に髙木伴がいる。
教員免許（情報）を所持している。

## 出演

### テレビドラマ
- 君たちに明日はない（2010年1月 - 2月、NHK）
- 土俵ガール!（2010年7月 - 9月、毎日放送） - サトヤン・スタニスラス・ズドラフコフ 役
- FACE MAKER 最終話（2010年12月30日、読売テレビ）- ボーイ 役
- 花ざかりの君たちへ〜イケメン☆パラダイス〜2011（2011年7月 - 9月、フジテレビ）- 武庫之荘アンドリュー 役
- 仮面ライダーフォーゼ 第19話 - 26話（2012年1月 - 3月、テレビ朝日） - 野本仁 役
- 理想の息子 第6・7話（2012年2月、日本テレビ）
- 金曜プレステージ 黒の滑走路2〜花婿が見た悪魔〜（2012年5月、フジテレビ）
- ハイスクール歌劇団☆男組（2012年10月6日、中部日本放送） - 葛西慎吾 役
- 天国の恋（2013年11月 - 12月、東海テレビ） - 森口　役

### バラエティ
- PureBoys The Pure（2009年10月 - 12月、BSフジ）
- 松岡修造の情熱チャージ 熱血!ホンキ応援団（2009年11月 - 2010年2月、テレビ朝日） - 応援人（「アンドリュー知也」名義）

### 映画
- 仮面ライダーフォーゼ THE MOVIE みんなで宇宙キターッ!（2012年8月4日、東映） - 野本仁 役（友情出演）

### 舞台
- PureBoys
  - 7Guys Gone〜七つの心の忘れもの〜（2010年4月14日 - 18日、シアターサンモール）
  - 7PureBoys〜今年もありがとう公演〜「汚れた靴」（2011年12月28日 - 30日、恵比寿エコー劇場）